# 帕拉克里夫塔鎮區 (阿肯色州塞維爾縣)
帕拉克里夫塔鎮區（英語：Paracrifta Township）是位於美國阿肯色州塞維爾縣的一個行政鎮區。

## 地方資料
帕拉克里夫塔鎮區的面積為104.53平方千米，當中陸地面積為102.43平方千米，而水域面積為2.10平方千米。根據2010年美國人口普查的數據，當地共有人口378人，而人口密度為每平方千米3.62人。